# Deutsches Patent- und Markenamt

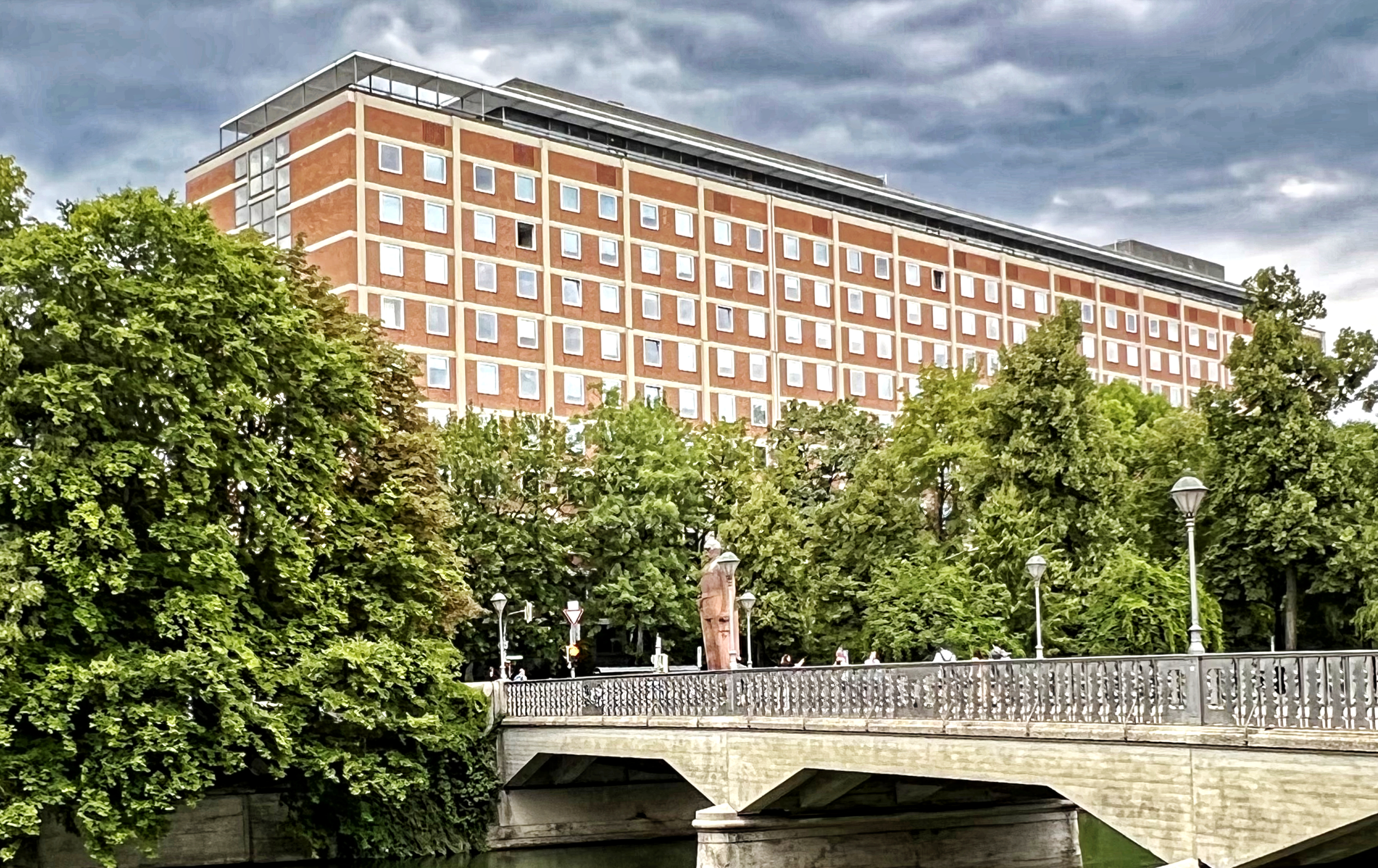
Hauptsitz des Deutschen Patent- und Markenamtes in München

Das Deutsche Patent- und Markenamt (DPMA), bis 1998 Deutsches Patentamt, informell auch Bundespatentamt genannt, ist eine Bundesoberbehörde im Geschäftsbereich des Bundesministeriums der Justiz mit Sitz in München, einer Dienststelle in Jena und Außenstellen in Berlin im Ortsteil Kreuzberg und in Hauzenberg im Landkreis Passau. Zum Jahresende 2019 beschäftigte es 2747 Mitarbeiter, davon arbeiteten über 1000 in der Patentprüfung.

## Aufgabe
Das Patentamt ist die Zentralbehörde auf dem Gebiet des gewerblichen Rechtsschutzes in Deutschland und ist unter anderem für die Erteilung von Patenten, für die Eintragung von Gebrauchsmustern, Marken und Designs sowie für die Information der Öffentlichkeit über bestehende gewerbliche Schutzrechte zuständig. Anerkannte Kooperationspartner des DPMA in den Bundesländern sind die Patentinformationszentren, vereinigt in der Arbeitsgemeinschaft Deutscher Patentinformationszentren e. V.
Rechtsgrundlage ist § 26 des deutschen Patentgesetzes. Ursprünglich wurden Beschwerden gegen Entscheidungen des Deutschen Patentamtes von diesem selbst entschieden; seit 1961 ist hierfür das Bundespatentgericht zuständig.

## Geschichte

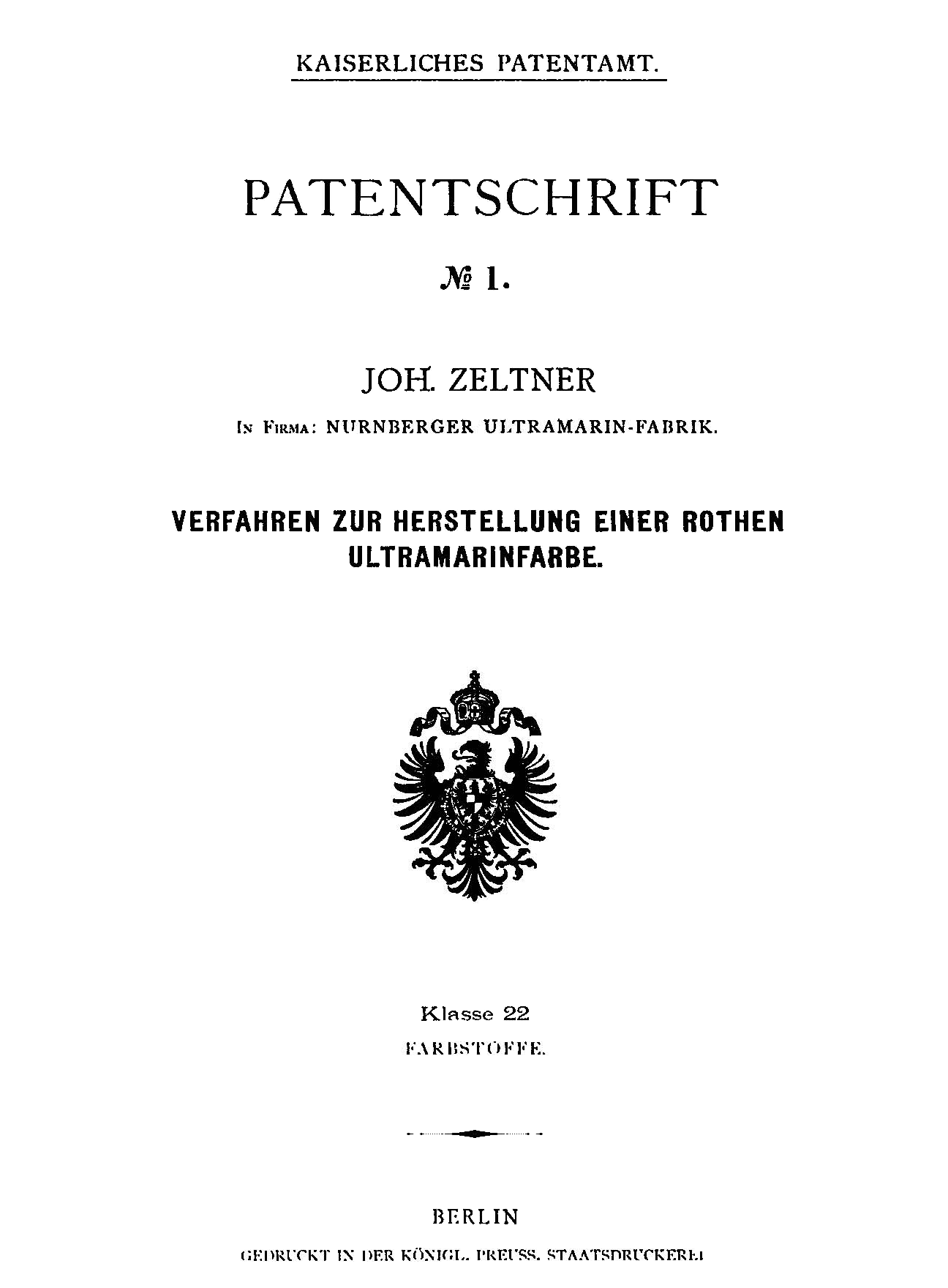
Deckblatt der ersten deutschen Patentschrift DE1

### 1877–1919: Vom Kaiserlichen Patentamt zum Reichspatentamt
Am 25. Mai 1877 wurde das erste einheitliche deutsche Patentgesetz erlassen, das auch die Einrichtung einer Behörde vorsah, die Patente vergeben sollte. Auf dieser Grundlage wurde am 1. Juli 1877 als erste deutsche Patentbehörde das Kaiserliche Patentamt in Berlin gegründet. Am 2. Juli 1877 wurde das erste deutsche Patent für ein „Verfahren zur Herstellung einer rothen Ultramarinfarbe“ des Erfinders Johannes Zeltner erteilt. Die erste Marke Perkeo wurde am 16. Oktober 1894 für einen Berliner Lampenproduzenten eingetragen.
Zunächst war das Amt in einem reichseigenen Gebäude in der Wilhelmstraße untergebracht. Im April 1879 wurde es in Mietshäuser an der Königgrätzer Straße (heute: Stresemannstraße) verlegt, im März 1882 dann in andere Gebäude derselben Straße. 1891 bezog das Amt einen Neubau in der Luisenstraße 34 in Berlin-Mitte, um 1895 kam auf dem Grundstück Nr. 32 ein Erweiterungsbau hinzu.
Im Jahr 1905 konnte das von den Architekten Hermann Solf und Franz Wichards konzipierte Patentamtsgebäude in der Gitschiner Straße Ecke Lindenstraße in Berlin-Kreuzberg bezogen werden. Der Bau weist eine charakteristische 243 m lange Front entlang der Hochbahntrasse auf. Das nun frei werdende Gründerzeithaus wurde in Zeitungsannoncen Nachnutzern angeboten.
Nach der Abschaffung der Monarchie 1918 erhielt die Behörde die Bezeichnung Reichspatentamt.

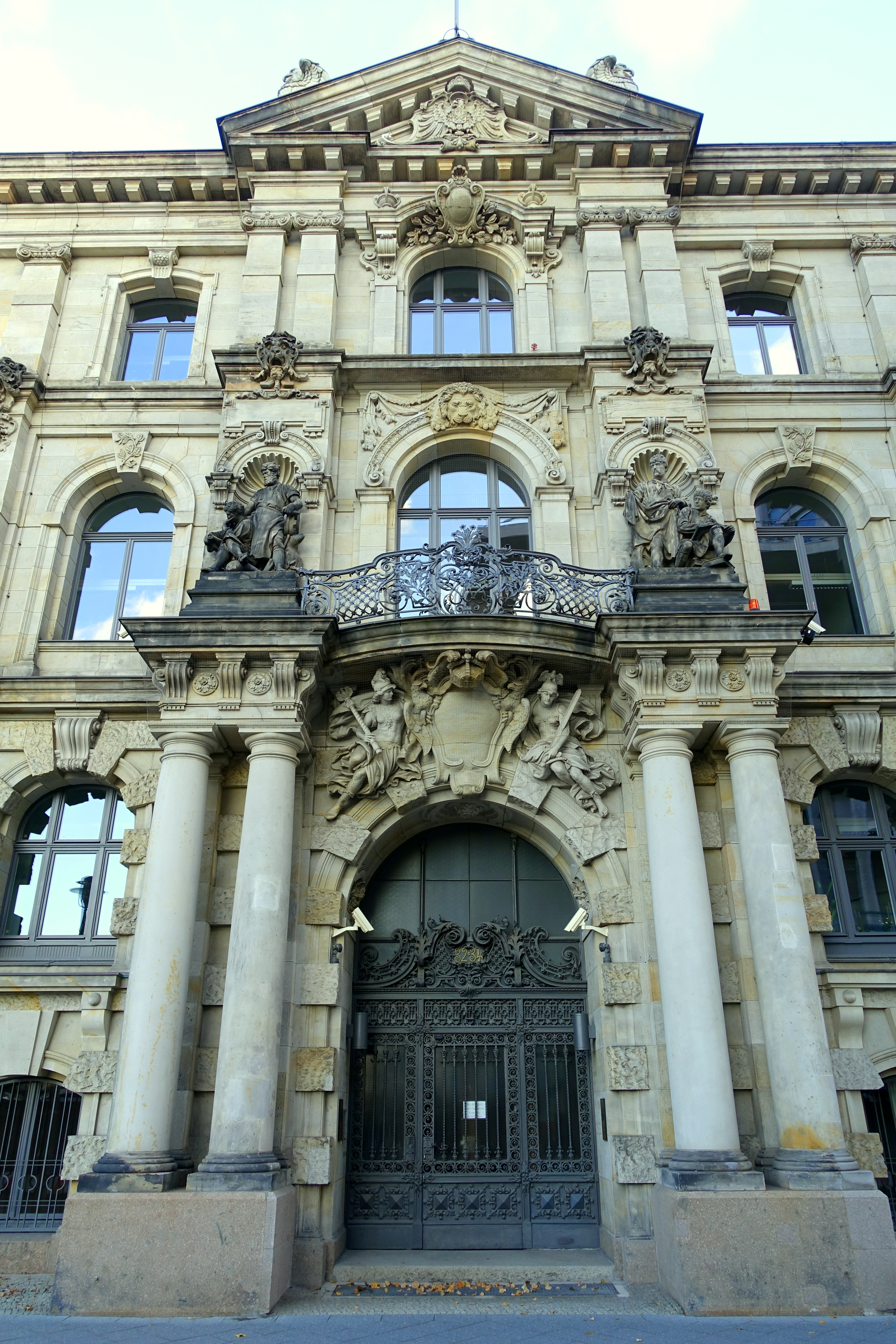
Eingangsportal des ehemaligen Kaiserlichen Patentamtes in der Berliner Luisenstraße von 1891 bis 1895
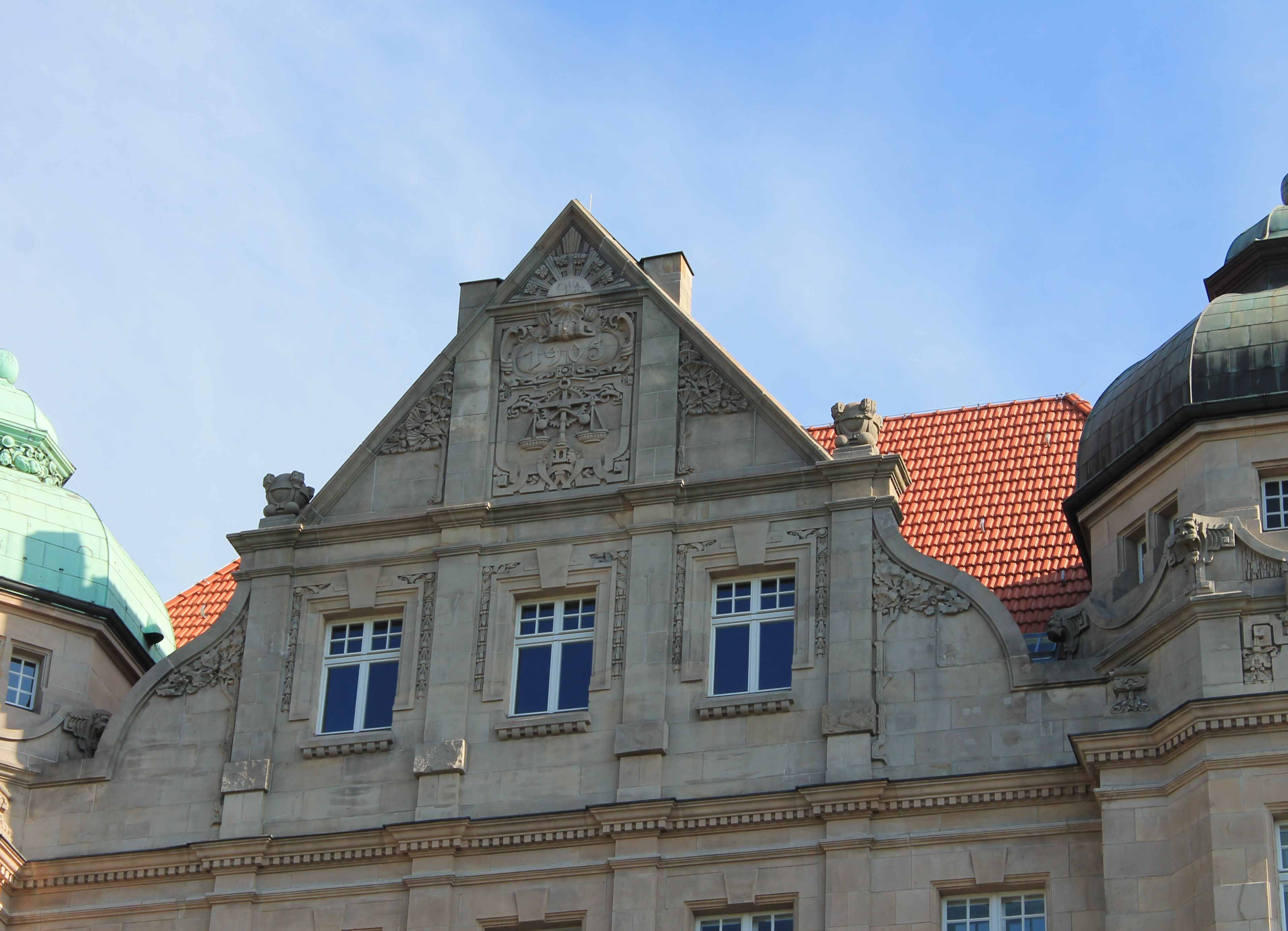
Giebel des 1905 bezogenen Patentamtes Berlin, Gitschiner Straße Ecke Lindenstraße
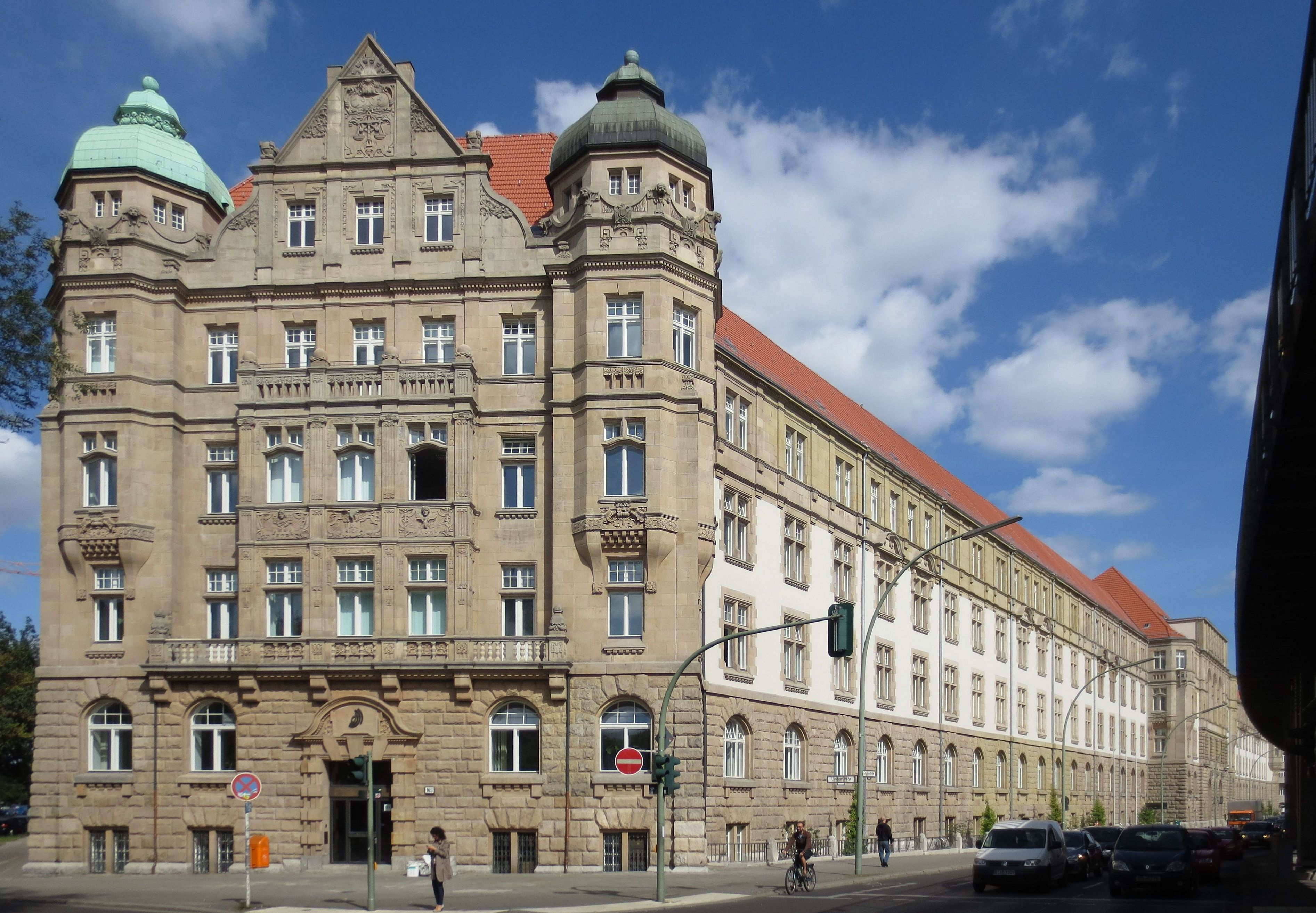
Ansicht des 1905 bezogenen Patentamtes in Berlin, in dem inzwischen das Europäische Patentamt residiert

### 1945: Einstellung der Tätigkeit
Nach dem Ende des Zweiten Weltkriegs, 1945, musste das Patentamt seine Tätigkeit einstellen, nachdem die Alliierten aufgrund der Artikel II und X des Kontrollratsgesetzes Nr. 5 vom 30. Oktober 1945 unter anderem Patente, Marken und Schutzzeichen beschlagnahmt hatten, die sich im Auslandsvermögen von deutschen Eigentümern befanden. Der Artikel II dieses Gesetzes wurde am 31. August 1951 außer Kraft gesetzt, das gesamte Kontrollratsgesetz aber erst am 15. März 1991 mit dem Inkrafttreten des Vertrags über die abschließende Regelung in Bezug auf Deutschland. Bis 1951 wurden die beschlagnahmten Patente durch die Alliierten technologisch und wirtschaftlich genutzt.

### 1949: Wiedereröffnung in München

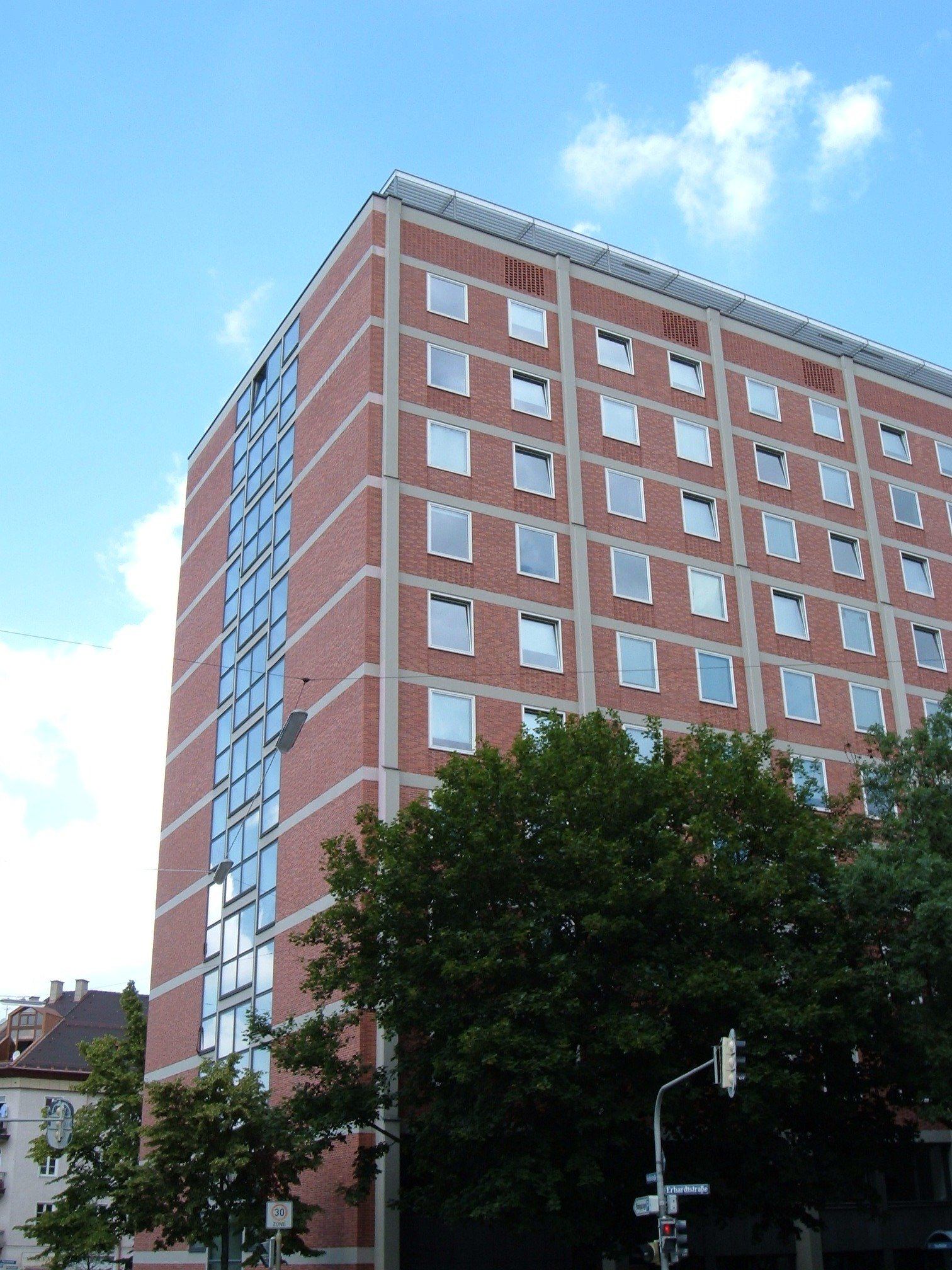
Rückgebäude des Deutschen Patent- und Markenamtes in der Zweibrückenstraße, München

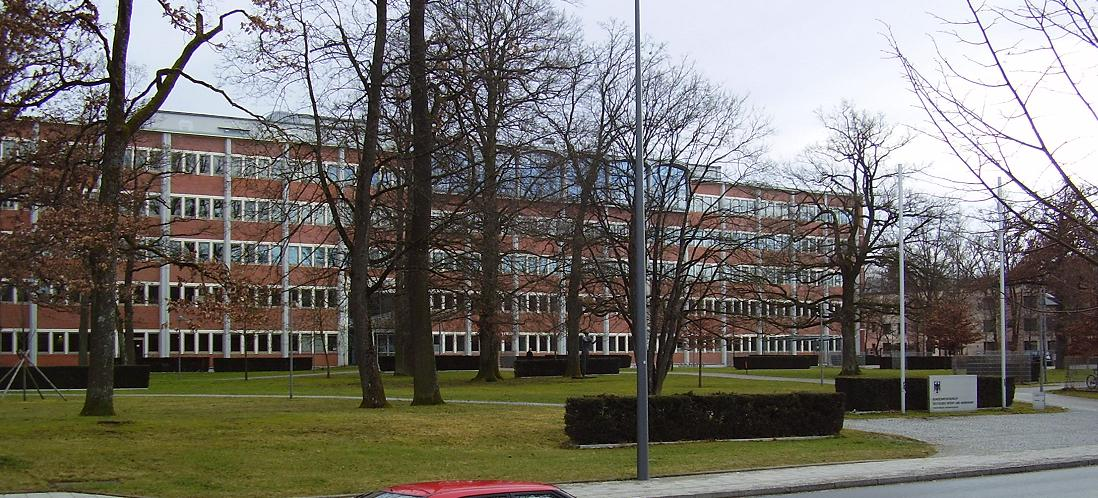
Außenstelle Cincinnatistraße, München

Am 1. Oktober 1949 eröffnete das Deutsche Patentamt seine Räume im Deutschen Museum in München. Seitdem tragen die Patente in Deutschland die Bezeichnung Deutsches Bundespatent gefolgt von der Patentnummer. Die entsprechende Abkürzung DBP (anfänglich auch D.B.P.) findet sich gelegentlich auch zum Zwecke der Assoziation mit einer höheren Qualität auf patentierten Produkten. 1951 wurde eine Außenstelle im alten Reichspatentamt in West-Berlin eröffnet. 1959 zog das Patentamt in ein eigenes Gebäude in München um, das von Franz Hart und Georg Hellmuth Winkler entworfen worden war.

### 1973: Europäisches Patentamt
Seit 1973 besteht mit der Europäischen Patentorganisation (EPO) ein supranationaler Erfindungsschutz auf europäischer Ebene und mit dem Europäischen Patentamt seit 1977 ein weiteres Patentamt in München. Seine Aufgabe ist die Prüfung und Erteilung Europäischer Patente, die auch in Deutschland wirksam sind. Am 1. Juni 1978 registrierte das EPA die erste europäische Patentanmeldung. Neben dem Hauptsitz in München hat das Amt Dienststellen in Rijswijk (bei Den Haag), Berlin-Kreuzberg und Wien sowie ein Verbindungsbüro in Brüssel. Zum Jahresende 2024 wird das Europäische Patentamt das Gebäude in Berlin-Kreuzberg verlassen und neue Büros in Berlin beziehen.

### 1990: Fusion mit dem Patentamt der DDR
Im Jahr 1990, infolge der deutschen Wiedervereinigung fusionierte das Deutsche Patentamt mit dem Amt für Erfindungs- und Patentwesen der DDR in Ost-Berlin. 
Die Föderalismuskommission von 1992 sprach sich dafür aus, die zum Zeitpunkt 589 Stellen der Außenstelle Berlin des Deutschen Patentamtes nach Thüringen zu verlegen. Damit sollte eine „ausgeglichene Verteilung von Bundesbehörden unter besonderer Berücksichtigung der neuen Länder“ erreicht werden.
Vor diesem Hintergrund wurde im Jahr 1998 in Jena eine Dienststelle errichtet, und der größte Teil der ehemaligen DDR-Dienststelle Berlin dorthin verlagert. Das Amt verfügt damit fortan über drei Standorte (München, Jena und Berlin). Im selben Jahr wurde die Behörde von Deutsches Patentamt in Deutsches Patent- und Markenamt umbenannt, was der gestiegenen Bedeutung von Marken als Arbeitsgebiet des Amtes Rechnung tragen soll.

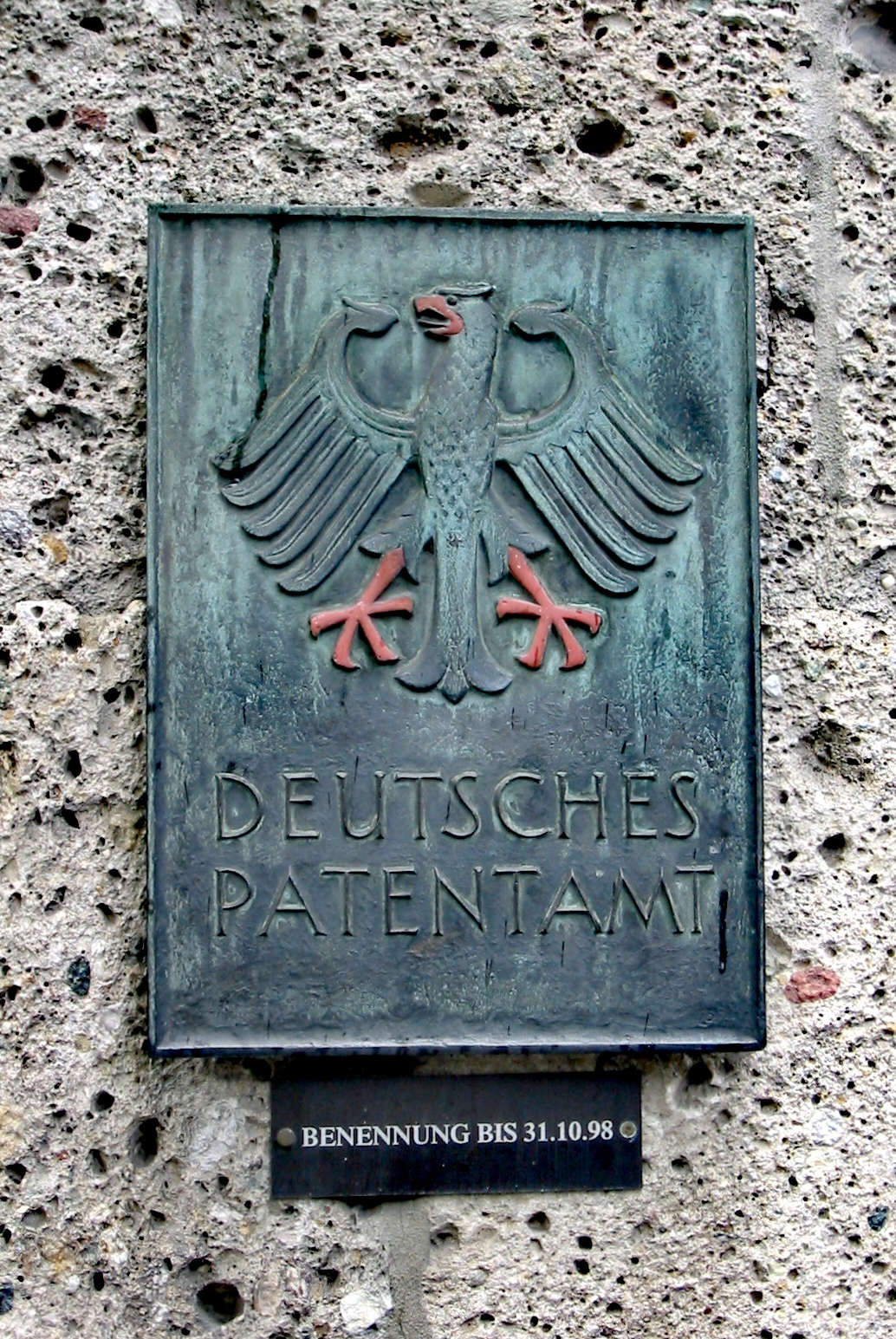
Emblem an der Außenmauer des Deutschen Patentamtes (benutzt bis 1998)

### 1993: Eröffnung der Außenstelle in Hauzenberg
Am 1. Februar 1993 wurde die Schreibkanzlei in Hauzenberg mit neun Schreibkräften einschließlich einer Schreibgruppenleiterin eröffnet. Vorangegangen war ein Aufruf des Deutschen Patentamts in der Passauer Neuen Presse zur „Behördenverlagerung“, denn in München waren keine Schreibkräfte zu finden. Die Stadt Hauzenberg mit ihrem Bürgermeister Bernd Zechmann und unterstützt von dem damaligen Bundestagsabgeordneten Max Stadler bewarb sich daraufhin beim DPMA. Der Landkreis Passau, insbesondere die Region Hauzenberg, litten unter dem Niedergang der Granitindustrie und Firmenschließungen im Textilsektor, die eine hohe Arbeitslosigkeit zur Folge hatten. Da kam der Aufruf des DPMA gerade recht:
In Hauzenberg gelang es auf Anhieb, gut ausgebildete und hoch motivierte Frauen für die Schreibaufgaben des Patentamts sowie des Bundespatentgerichts zu finden. Die Außenstelle Hauzenberg wurde in den 1990er Jahren immer weiter ausgebaut, bis sie 1997 mit 22 Schreibkräften ihre vorläufig höchste Mitarbeiterinnenzahl erreichte. Ihnen wurden die unterschiedlichsten Schreib- und Datenerfassungsarbeiten übertragen: Waren- und Dienstleistungsverzeichnisse, Adressenerfassung – AVA, schwierige und daher nicht scanbare Offenlegungs- und Patentschriften für DEPATIS. Noch 2011 arbeiteten ausschließlich Frauen in der Außenstelle (damals 16).
Mit der flächendeckenden Einführung von Arbeitsplatz-Computern ging die Schreibgutmenge allerdings immer mehr zurück, und nach Einführung der elektronischen Akte im Bereich Patent- und Gebrauchsmusterwesen im Juni 2011 war die Schreibkanzlei nicht mehr ausgelastet. Seitdem befasst sich die Außenstelle Hauzenberg mit dem First-Level-Kundenservice und der Erfassung der von den Anmeldern in den Schriftsätzen im Patentverfahren genannten Literatur (Informationsbereitstellung) für die elektronische Aktenbearbeitung. Heute hat das Dienstleistungsbüro 26 Mitarbeiterinnen, von denen 8 seit der Gründung der Außenstelle dort beschäftigt sind. Auch ein Mann gehört inzwischen zur Belegschaft.

## Präsidenten

### Kaiserliches und Reichs-Patentamt (Auswahl)
Der erste Präsident des Kaiserlichen Patentamtes war bis 1879 Karl Rudolf Jacobi. Letzter Präsident des Reichspatentamtes war Georg Klauer, der 1947 durch Suizid starb.

### Deutsches Patentamt, Deutsches Patent- und Markenamt
Erster Präsident des Deutschen Patentamtes war Eduard Reimer († 1957). Sein Nachfolger wurde Herbert Kühnemann, der 1962 starb. Ihm folgten Kurt Haertel (Amtszeit 1963–1975), Erich Häußer (Amtszeit 1975–1995), Norbert Haugg (Amtszeit 1995–2000), Jürgen Schade (Amtszeit 2001–2008) und Cornelia Rudloff-Schäffer (Amtszeit 2009–2023). Seit 2023 ist Eva Schewior Präsidentin des Deutschen Patent- und Markenamtes.

## Gebäudekomplex in München

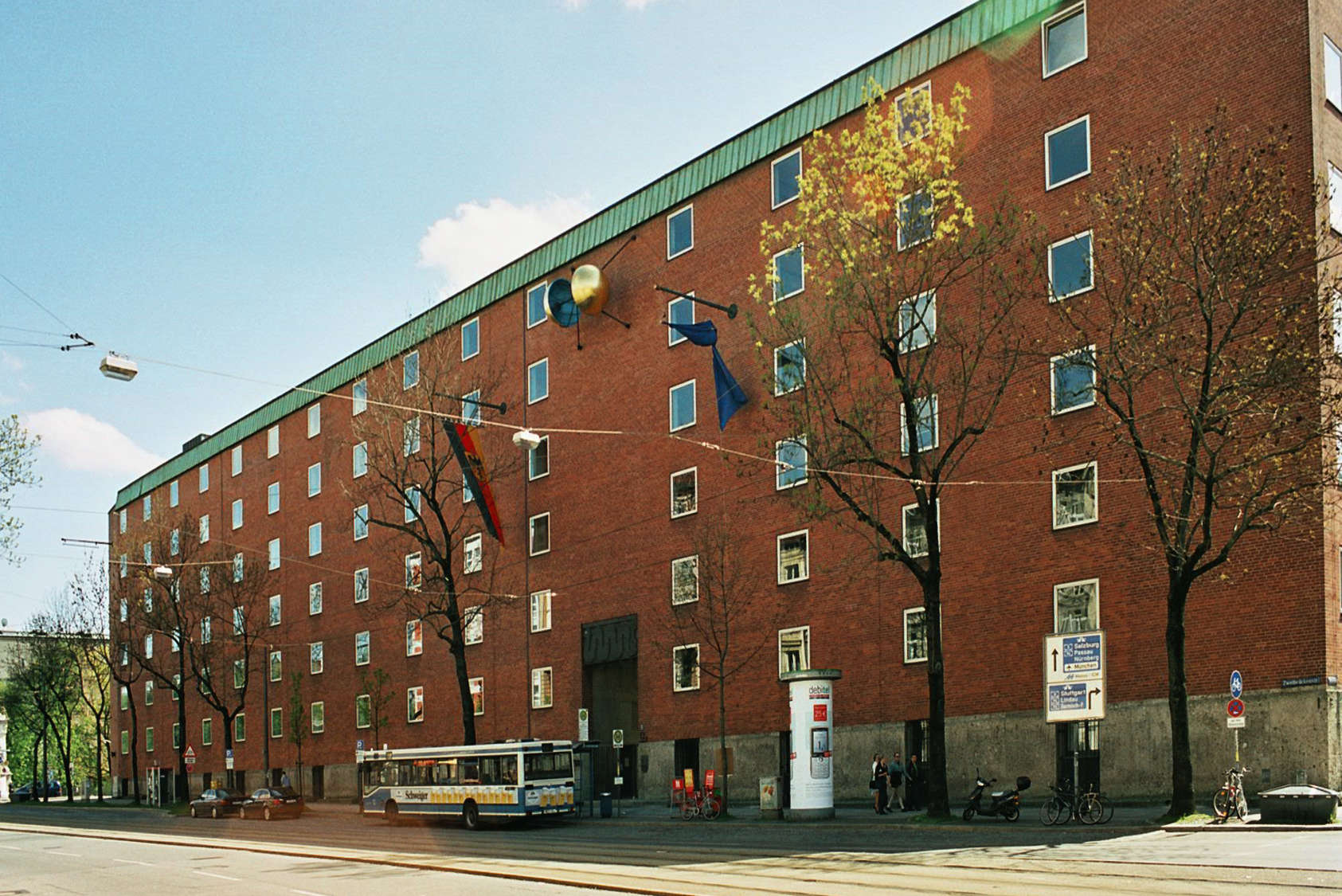
Dienstgebäude des Deutschen Patent- und Markenamtes in der Zweibrückenstraße, München

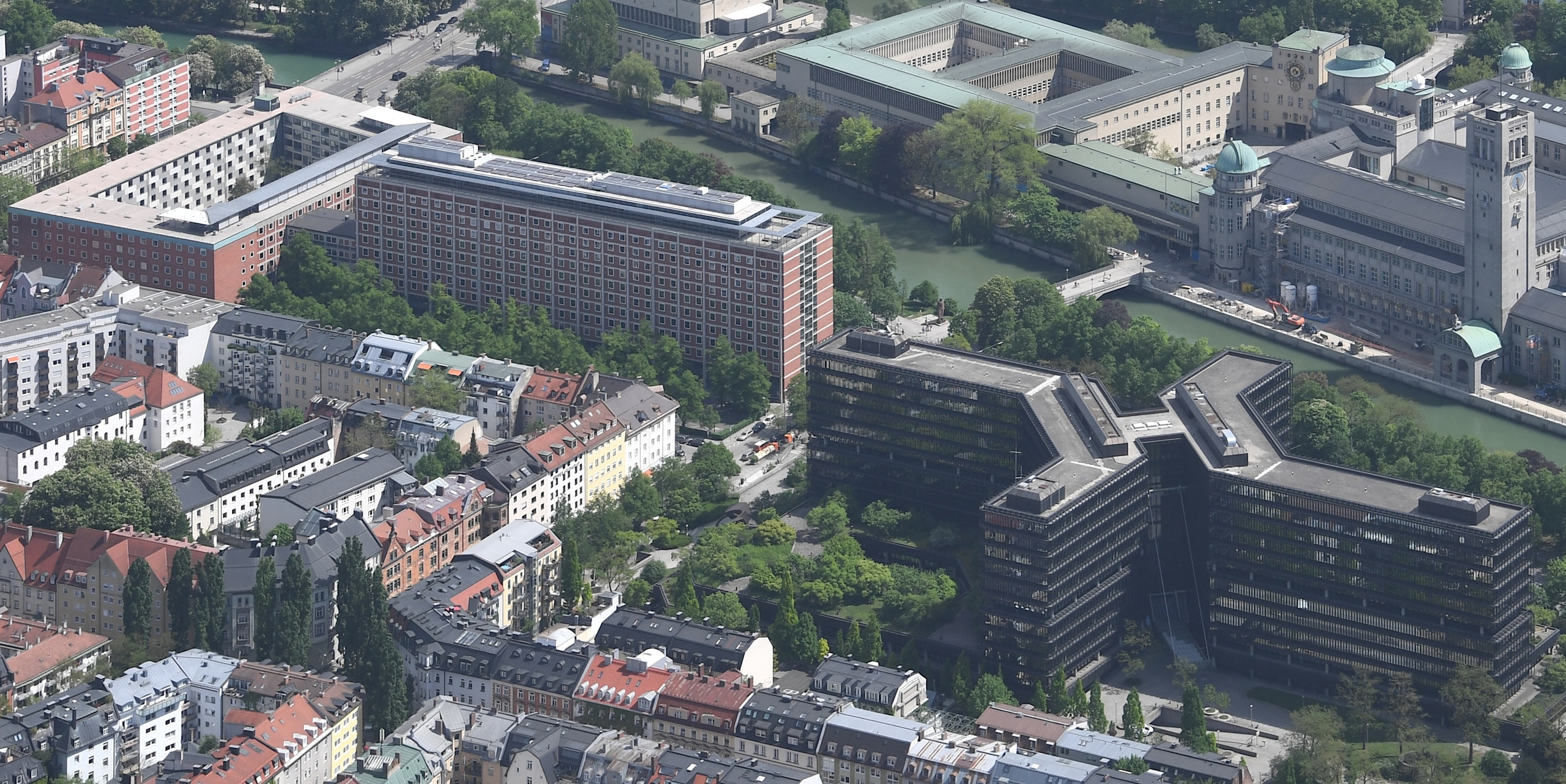
Luftbild des DPMA in München. Links oben der rechteckige Atriumbau, rechts daneben das langgezogene Hochhaus. Das dunkle Gebäude rechts unterhalb ist das Hauptgebäude des Europäischen Patentamtes.

Das heutige Dienstgebäude wurde durch das Landbauamt München und die Architekten Franz Hart und Helmuth Winkler als Neubau in den Jahren 1954–1959 auf einem Grundstück einer im Zweiten Weltkrieg zerstörten Kaserne erstellt. Der erste Bauabschnitt bestand aus dem fünfgeschossigen Atriumbau, der zweite Bauabschnitt aus dem zwölfgeschossigen Hochhaus parallel zur Isar. Diese städtebauliche Dominante ist weithin sichtbar. Das Gebäude wird der kontextbewussten und künstlerisch ambitionierten Moderne zugerechnet. Die an der Außenfassade angebrachten goldfarbenen Halbkugeln von Robert Lippl von 1958 erinnern an die Magdeburger Halbkugeln.
30 Jahre nach der Grundsteinlegung bestand ein grundsätzlicher Sanierungsbedarf. Im Rahmen dieser im Jahre 2001 abgeschlossenen „Großen Maßnahme“ wurde auch ein Wettbewerb zur Kunst am Bau durchgeführt. Für die Kantine im zehnten Obergeschoss wurde von Dietmar Tanterl eine mediale Lichtskulptur entwickelt. Im Hause wurden über die zehn Stockwerke jeweils gegenüber dem Paternoster 28 Fotoarbeiten von Beate Passow angebracht. Die Fotoarbeit „Die Erfindung des rothen Ultramarin“ bezieht sich auf die erste Patentschrift des kaiserlichen Patentamtes von 1877.

## Patentanmelder
Spitzenreiter beim Deutschen Patent- und Markenamt im Jahr 2016 waren die Unternehmen Bosch mit 3693 Patentanmeldungen, Schaeffler mit 2316 Patentanmeldungen und Daimler mit 1946 Patentanmeldungen. 2017 wurden 6 % der Patente von Frauen angemeldet. In Baden-Württemberg werden elfmal so viele Patente pro 100.000 Einwohner angemeldet wie in Mecklenburg-Vorpommern.

## Erfindergalerie
1984 eröffnete das DPMA eine Erfindergalerie. Sie soll „Ansporn sein für alle innovatorischen Kräfte, sich weiter zu entfalten, und ein Signal an die Verantwortlichen, diese nachhaltig zu fördern.“ Sie wurde in den Jahren 1987 und 1999 erweitert und umfasst seitdem 17 deutsche Erfinder: Béla Barényi, Gerd Binnig, Ludwig Bölkow, Walter Bruch, Jürgen Dethloff, Artur Fischer, Rudolf Hell, Heinz Lindenmeier, Hermann Oberth, Hans Joachim Pabst von Ohain, Oskar-Erich Peter, Hans-Jürgen Quadbeck-Seeger, Ernst Ruska, Hans Sauer, Felix Wankel, Ernst-Ludwig Winnacker und Konrad Zuse.

## Literatur

Patentamt Berlin von 1905 auf einer Briefmarke der Deutschen Bundespost Berlin von 1988